# 마림바

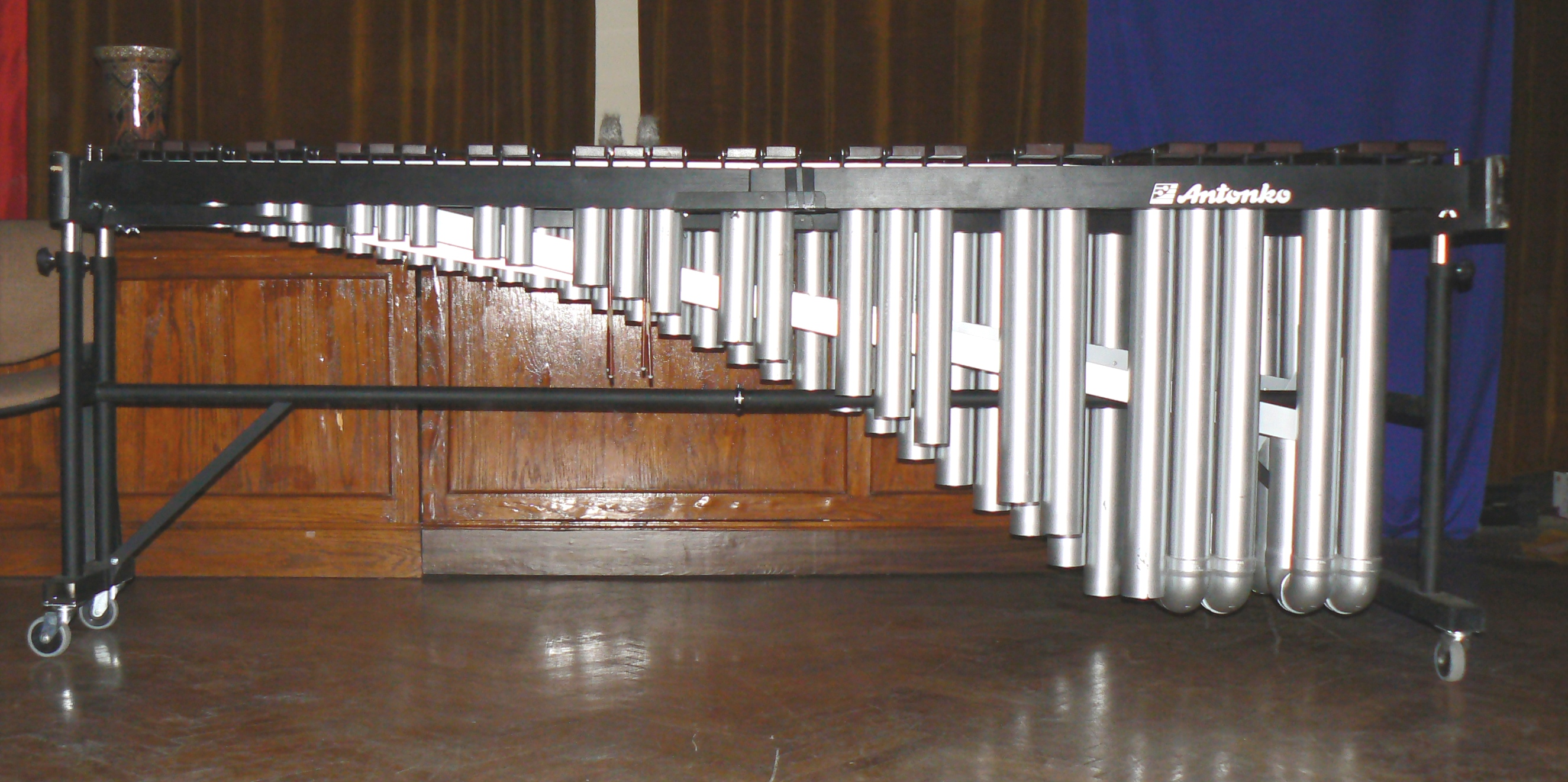
마림바

마림바(Marimba)는 나무로 이루어진 건반을 딱딱하거나 부드러운 소리를 내는 말렛으로 내리쳐 소리를 내는 건반악기이다. 각 건반 밑에 울림통이 있어 건반의 소리를 증폭시켜주는 역할을 한다. 실로폰 보다 낮은 음역대를 내며, 일반적으로 마림바의 건반은 피아노의 건반처럼 반음계로 배열되어있다.
몸울림악기로 분류된다.

## 역사

### 현대
1850년 멕시코의 마림바 연주자 마누엘 볼란 크루스(1810~1863)가 활 모양의 마림바를 직선의 곧은 모양으로 개량하고, 다리 길이를 늘려 연주자들이 서서 연주할 수 있게 했으며, 건반을 확장하고 호박 모양의 공명기를 나무 상자로 교체했다.
1892년 멕시코의 음악가 코라손 데 헤수스 보라스 모레노가 피아노의 검은 건반과 유사한 건반을 마림바에 추가해 마림바를 반음계로 확장했다.
1940년 미국의 작곡가 폴 크레스톤이 마림바 독주를 위한 곡(마림바와 오케스트라를 위한 협주곡)을 최초로 작곡했다. 

## 말렛 기술
현대의 마림바 음악은 주로 2~4개의 말렛(때로는 6~8개 까지)을 동시에 사용해야 하며, 연주자는 큰 간격을 건너뛰는 화음을 쉽게 연주할 수 있다. 주로 말렛 2개로 연주하는 경우 말렛의 밑 부분을 새끼 손가락으로 쥔 다음 다른 손가락으로 감싸 엄지와 검지로 말렛을 잡아 연주한다.
4개의 말렛으로 연주하는 경우, 연주자는 여러개의 말렛을 각각 한 손에 특정한 그립으로 잡아 연주하는데, 그 중 4개의 말렛을 잡는 그립 중 일반적인 경우는 버튼 그립,(개리 버튼이 전파) 트래디셔널 그립(크로스 그립),또는 스티븐스 그립(리 하워드 스티븐스가 전파)이 있다.
6개의 말렛으로 연주하는 경우 위 3가지 그립을 변형하여 연주한다.